# Erhard Auer
Erhard Auer, född 22 december 1874 och död 20 mars 1945, var en tysk socialdemokratisk politiker. Son till Ignaz Auer.
Ursprungligen arbetare invaldes Auer 1907 av socialdemokratiska partiet i bayerska lantdagen och blev 1908 landssekreterare i Bayerns socialdemokratiska parti. Efter revolutionen 1918 inträdde Auer i regeringen som inrikesminister, men trädde tillbaka sedan han svårt sårats i ett mot honom riktat attentat 21 februari 1919. Han behöll dock sin plats i lantdagen. Erhard Auer tillhörde de mer moderata krafterna inom den tyska socialdemokrant, men har trots detta ådömts och avtjänat flera fängelsestraff.
I samband med Nationalsocialistiska partiets maktövertagande 1933 flydde Auer till Insbruck, men återkom kort efteråt till München. Han arresterades och misshandlades. Efter att ha frisläppts försågs Auer med förbud mot att skaffa en permanent vistelseort, och tvingades leva ett kringflackande liv. I samband med attentatet mot Hitler 20 juli 1944 arresterades Auer, nu svårt sjuk på nytt och inspärrades i Dachau. Han avled i en järnvägsvagn under en transport 20 mars 1945, kort före de allierades ankomst.